# Franz Kammann

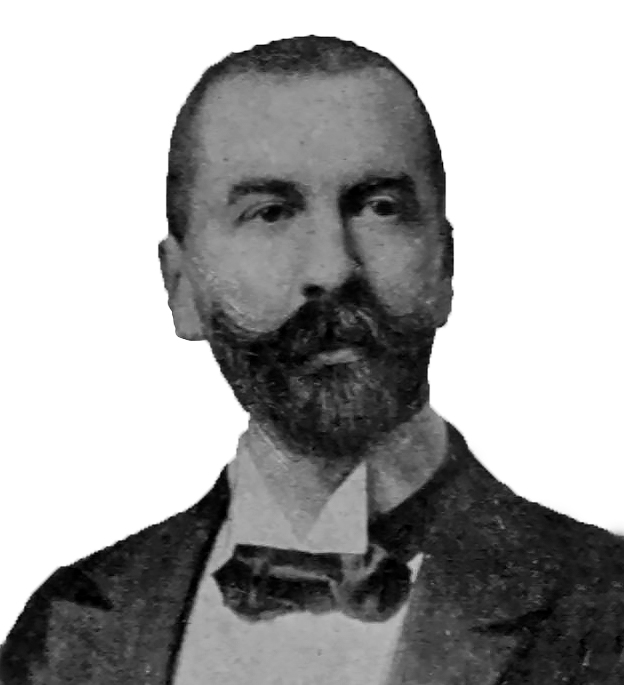
Franz Kammann (vor 1904)

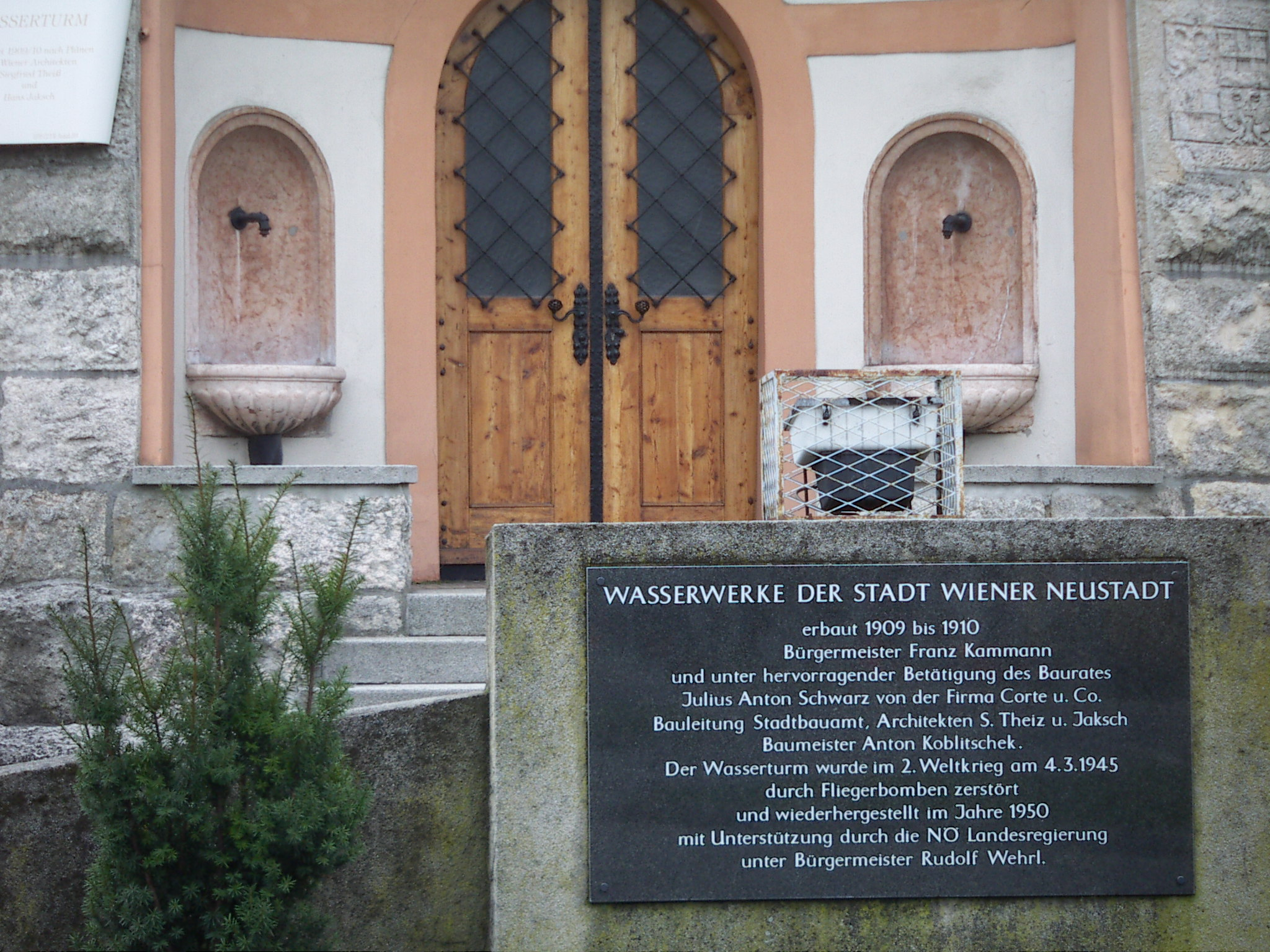
Gedenktafel bei Wasserturm

Franz Kammann (* 21. Oktober 1854 als Franz Aulich in Theresienfeld, Niederösterreich; † 28. Dezember 1926 in Wiener Neustadt) war ein österreichischer deutschnationaler Politiker und Bürgermeister von Wiener Neustadt.

## Leben und Wirken
Franz Aulich war der Sohn des Kartenfabrikanten Alois Aulich und dessen Frau Johanna Aulich, geborene Grittner. Er lebte bereits als Knabe in Wiener Neustadt bei seinem Onkel Franz Kammann und dessen Frau Josefa Kammann, welche eine Schwester seiner Mutter war. Sein Onkel Franz Kammann war Realitätenbesitzer und Landwirt sowie Stadtkämmerer und damit Mitglied des Gemeinderates von Wiener Neustadt. Onkel Franz Kammann engagierte sich politisch gegen Widerstände für die Neue Promenade, deren Wert nachträglich erkannt wurde, und wurde 1877 für diese Leistung Ehrenbürger der Stadt. 
Nachdem Onkel Franz Kammann 1877 verstorben war, wurde die Adoption von Franz Aulich von der Witwe eingebracht. Die Adoption wurde von den Behörden genehmigt, er durfte nun den Namen Franz Kammann tragen und er erbte im Jahre 1881 Immobilien, darunter auch die Kammann-Kaserne.
Kammann war von 1897 bis 1913 Bürgermeister von Wiener Neustadt, wobei am 13. Februar 1910 seine 6. Wiederwahl war. Im Jahre 1908 kandidierte Kammann in der Nachfolge zu Julius Anton Schwarz (1854–1914) für den Niederösterreichischen Landtag und wurde 1909 Mitglied des Landtages. Zum 13. Juni 1911 kandidierte Kammann für den Reichsrat, unterlag aber mit 1868 Stimmen gegen den sozialdemokratischen Kandidaten Engelbert Pernerstorfer mit 2601 Stimmen. 
In seiner Amtszeit wurden zahlreiche Bauten wie der Wasserturm, eine Markthalle, ein Sanatorium als Zubau zum Krankenhaus Wiener Neustadt, der Posthof, die Synagoge, die Evangelische Kirche und eine Friedhofskapelle errichtet. An militärischen Objekten entstanden im Jahre 1903 ein Truppenspital und die Kavalleriekaserne, 1904 die Militärreitschule und 1911 die Artilleriekaserne. Im Jahre 1909 wurde das erste Flugfeld der Monarchie in Wiener Neustadt angelegt, woraus bis 1917 die Fliegerkaserne entstand.

## Publikationen
- Julius Willerth, — (Berichterstatter): Die Verwaltung der k.k. Stadt Wr. Neustadt in den Jahren 1897–1901. Bericht des Bürgermeisters Franz Kammann. Czap, Wr. Neustadt, Wiener Neustadt 1902–1907, OBV.